# Nickel Seidel
Nickel Seidel, auch Nickel Seydil (vor 1463 – nach 1495) war ein deutscher Ratsherr und Dresdner Bürgermeister.

## Leben

### Wirken als Stadtrichter
Über seine Herkunft und sein Leben ist wenig bekannt. 1463 wird er erstmals im Verzeichnis der Ratsmitglieder erwähnt und hatte zu diesem Zeitpunkt das Amt des Stadtrichters inne. Bereits 1412 war der Stadt Dresden von Kurfürst Friedrich die Niedere Gerichtsbarkeit übertragen worden. Dem Stadtrichter, in der Regel ein jüngeres Ratsmitglied, oblag dabei die Schlichtung kleinerer Streitfälle. Außerdem hatte er polizeiliche Aufgaben zu erfüllen und die Aufsicht über das Gefängnis und die Stadtwache. 1468 wird Seidel nochmals als Richter genannt. Mit Einführung der neuen Ratsordnung von 1470 ging diese Funktion auf drei auf Lebenszeit gewählte Ratsmitglieder über, wobei die Ausübung stets einem nicht dem regierenden Rat angehörenden Ratsherrn oblag. Obwohl Seidel zu diesem Zeitpunkt nicht mehr im Amt war, trat er auch weiterhin bei verschiedenen Rechtsgeschäften als beglaubigender Zeuge auf.

### Wirken als Ratsherr
Neben seiner Tätigkeit als Richter war Nickel Seidel auch in verschiedenen anderen Ratsfunktionen tätig. 1464 ist er als Zinsherr genannt und war damit für die Einziehung der Erb- und Kapitalzinsen, verschiedener städtischer Abgaben und der Marktstättegelder zuständig. 1469 übernahm er die Leitung des Niederlage- und Schrotamtes. Mit der Verleihung des Niederlagsrechts am 17. September 1455 mussten alle zu Wasser oder zu Land nach Böhmen gehenden Waren eine bestimmte Zeit in Dresden zum Verkauf angeboten werden. Dem Niederlageamt kam dabei die Aufgabe zu, den gesamten Warenverkehr zu kontrollieren, auf die Einhaltung dieser Bestimmung zu achten sowie die der Stadt aus diesem Recht zufließenden Gelder zu verwalten. Verbunden mit dem Niederlageamt war das Bierschrotamt. Dieses verwaltete die beim Bierverkauf an die Bauern der Umgebung an den Rat zu entrichtenden Schrotgelder.
Zeitgleich mit dem Niederlage- und Schrotamt wurde Seidel 1469 auch das Pfannenamt übertragen. Als Pfannenherr musste er die Vergabe der ratseigenen Braupfannen an die brauberechtigten Bürger organisieren und die dafür zu zahlenden Gebühren einziehen. Der Erlös des Pfannenamtes wurde bei Bedarf für die Anschaffung neuer Braugerätschaften verwendet bzw. kam dem Maternihospital zugute. Von 1481 bis 1487 war Nickel Seidel dessen Hospitalmeister. Im Jahr 1470 wurde Nickel Seidel zum Kämmerer berufen, blieb jedoch zugleich Pfannenherr. 1481 ist er als Baumeister im Ratsverzeichnis genannt und war damit für die Verwaltung der städtischen Bauten und Bauvorhaben zuständig. 

### Wirken als Bürgermeister
1486 wurde er erstmals zum regierenden Bürgermeister gewählt und übte dieses Amt im üblichen Drei-Jahres-Rhythmus bis 1495 aus. In diesem Jahr ist er letztmals unter den Ratsmitgliedern zu finden.
Über seine berufliche Tätigkeit neben seinen öffentlichen Aufgaben ist nichts bekannt. Allerdings scheint er über erhebliche Einnahmen verfügt zu haben, da er 1488 mit 900 Gulden Vermögen zu den reichsten Männern Dresdens gehörte. Seidel besaß 1481 ein Haus am Ring (Altmarkt) und erwarb 1486 mehrere Grundstücke außerhalb der Stadt, so einen Acker am Striesener Weg und einen Weinberg in Loschwitz.